# اچ‌ام‌اس گودال (کی۴۷۹)
اچ‌ام‌اس گودال (کی۴۷۹) (به انگلیسی: HMS Goodall (K479)) یک زیردریایی بود که طول آن ۲۸۹٫۵ فوت (۸۸٫۲ متر) بود. این زیردریایی در سال ۱۹۴۳ ساخته شد.